# Raymond Zimmermann
Pour les articles homonymes, voir Zimmermann.
Raymond Zimmermann, né le 31 mai 1912 à Mulhouse et mort le 13 septembre 2010 à Colmar, est un avocat et homme politique français.